# Askim
Askim is een voormalige gemeente in de Noorse provincie Østfold. In januari 2017 telde de gemeente 15.720 inwoners. De gemeente ging in 2020 op in de fusiegemeente Indre Østfold.

## Verkeer en vervoer
Bij de plaats loopt de Länsväg 158.

## Stedenbanden
- Lyngby-Taarbæk (Denemarken)
- Vantaa (Finland), sinds 1951

## Geboren in Askim
- Halvard Hanevold (1969), biatleet
- Petter Solberg (1974), autocoureur, wereldkampioen rally-rijden 2003
- Ola Vigen Hattestad (1982), langlaufer
- Vibeke Skofterud (1980-2018), langlaufster

Aremark · Fredrikstad · Halden · Hvaler · Indre Østfold · Marker · Moss · Råde · Rakkestad · Sarpsborg · Skiptvet · Våler

Voormalige gemeentes: Askim · Eidsberg · Hobøl · Rømskog · Rygge · Spydeberg · Trøgstad